# Glanegg
Glanegg osztrák község Karintia Feldkircheni járásában. 2016 januárjában 1923 lakosa volt.

## Elhelyezkedése

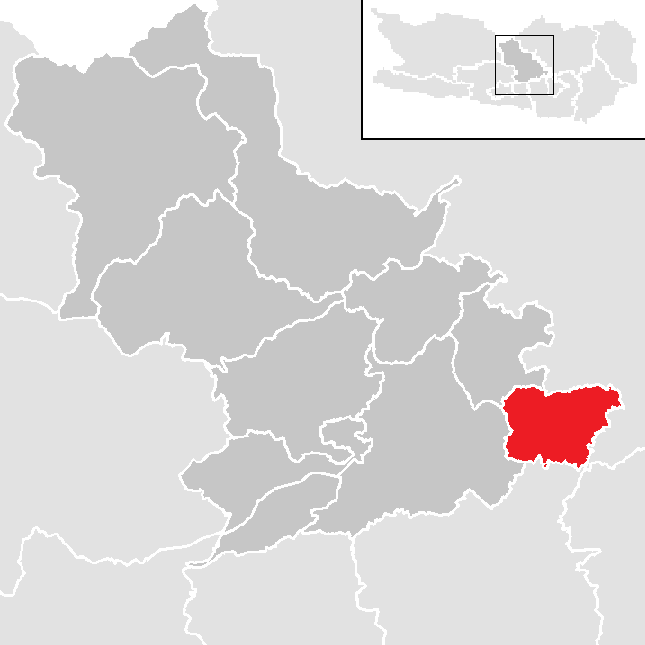
Glanegg a Feldkircheni járásban

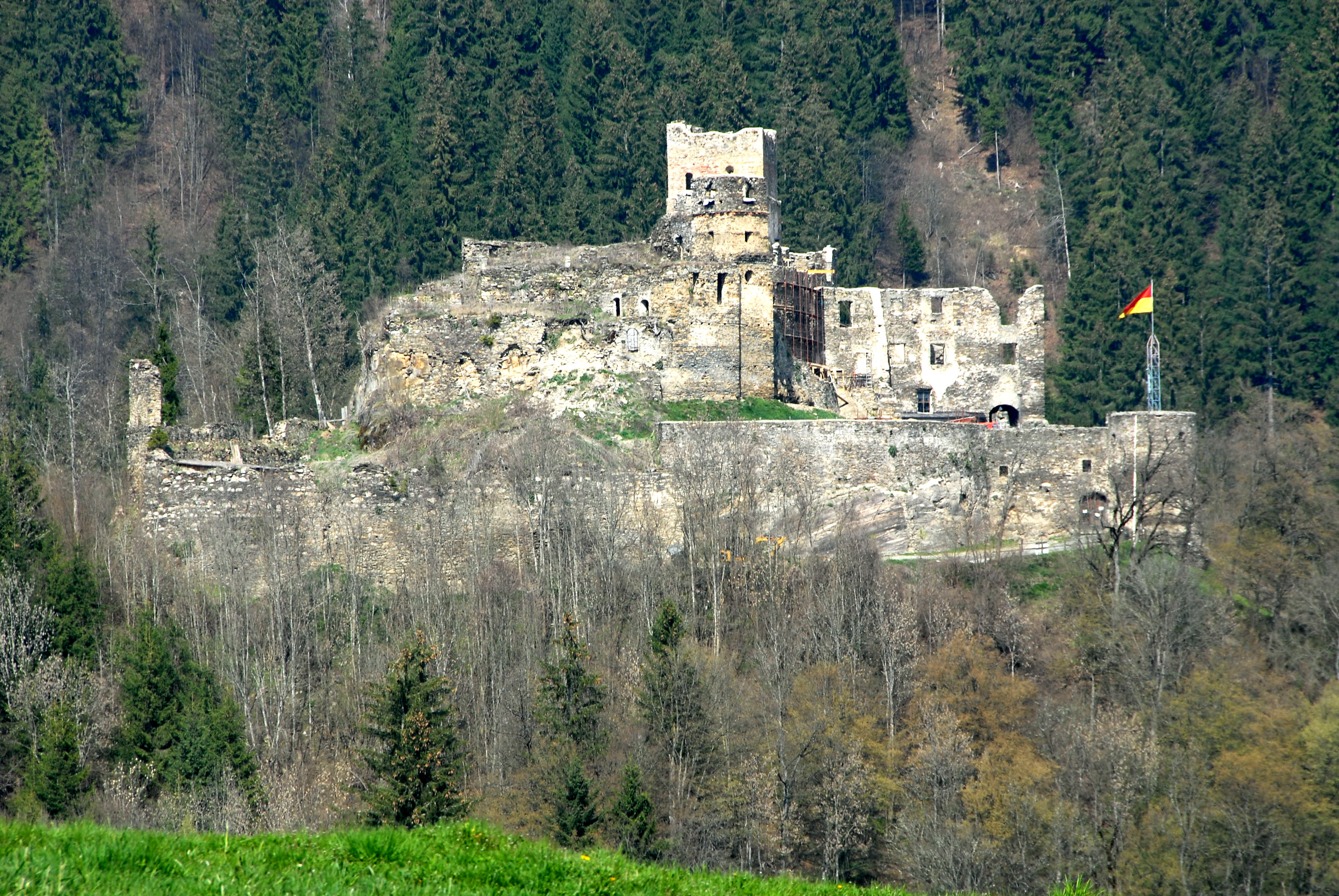
A glaneggi vár romja

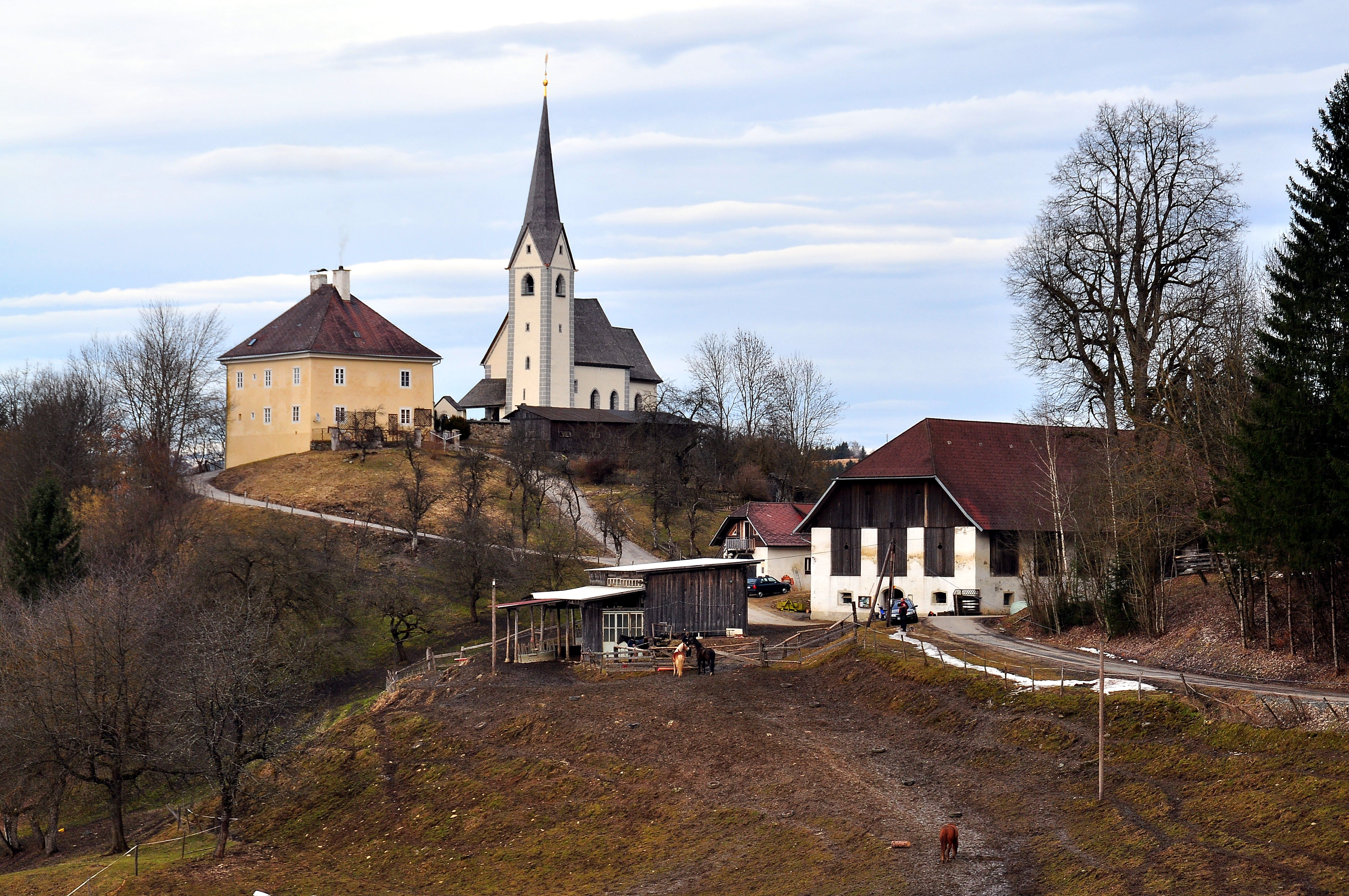
Sankt Gandolf

Glanegg Karintia középső részén fekszik a Glan (a Dráva mellékfolyója) völgyében. Legnagyobb állóvize az 1,38 hektáros Haidensee. Legmagasabb pontja 867 méteres. Az önkormányzat 27 falut és egyéb településrészt fog össze: Bach (12 lakos), Besendorf (58), Deblach (6), Flatschach (19), Friedlach (280), Glanegg (243), Glantscha (54), Gösselsberg (50), Gramilach (94), Grintschach (23), Haidach (73), Kadöll (129), Krobathen (37), Kulm (10), Maria Feicht (159), Maria Feicht-Gegend (20), Mauer (61), Mautbrücken (81), Meschkowitz (8), Metschach (8), Paindorf (53), Rottendorf (53), Sankt Gandolf (13), Sankt Leonhard (129), Schwambach (65), Tauchendorf (154), Unterglanegg (19).
A környező települések: nyugatra Feldkirchen in Kärnten, északnyugatra Sankt Urban, északkeletre Liebenfels, délkeletre Klagenfurt, délre Moosburg.

## Története
Deblach, Gramilach és Tauchendorf falvakat már 991-ben említik az írott források, míg Glanegg vára 1121-ben szerepel bennük először. A vár ekkor III. Henrik karintiai herceg birtokában volt. Halálával kihalt az Eppenstein-család, az erőd pedig keresztfiára, Bernhard von Trixen grófra szállt. Tőle III. Ottokár stájer őrgrófhoz került, akinek a fiából később Stájerország hercege lett. Glenegget a hercegek vazallusai igazgatták.
Glanegg 1424-ben osztrák hercegi tulajdonba került és különböző nemesi családok irányítása alatt ott is maradt 1848-ig, a feudális államszervezet végéig.
Az 1850-es közigazgatási reform során megalakultak Maria Feicht, Tauchendorf és Glanegg községi tanácsai, a kis falvak azonban 1939-ig közös polgármesteri hivatalt tartottak fenn. 1956-1957-ben a három község ténylegesen is egyesült. 

## Lakossága
A glaneggi önkormányzat területén 2016 januárjában 1923 fő élt, ami visszaesést jelent a 2001-es 2027 lakoshoz képest. Akkor a helybeliek 96,8%-a volt osztrák állampolgár. 88,2% római katolikusnak, 6,2% evangélikusnak, 0,8% mohamedánnak, 4% pedig felekezet nélkülinek vallotta magát.

## Látnivalók
- a glaneggi vár romjai
- Sankt Gandolf dombon álló, fallal megerősített, gótikus Szt. Gandolf-temploma
- Maria Feicht Szűz Mária-temploma a 16. század elején nyerte el mai, késő gótikus megjelenését
- Friedlach Szt. György-temploma
- Tauchendorf Szt. Mihály-temploma
- Flatschach Szt. Lőrinc-temploma

## Fordítás
- Ez a szócikk részben vagy egészben  a   Glanegg című német Wikipédia-szócikk ezen változatának fordításán alapul.  Az eredeti cikk szerkesztőit annak laptörténete sorolja fel. Ez a jelzés csupán a megfogalmazás eredetét és a szerzői jogokat jelzi, nem szolgál a cikkben szereplő információk forrásmegjelöléseként.